# Amelia Island Championships
MPS Group Championships — щорічний жіночий тенісний турнір, який проводився на ґрунтових кортах у США від 1980 до 2010 року. До 2008 року проходив у Амілія-Айленд і мав назву Bausch & Lomb Championships, а у 2009—2010 роках — в Понте-Ведра-Біч. Належав до категорії WTA International і мав призовий фонд 220 тис. доларів. Турнірна сітка була розрахована на 32 учасниці в одиночному розряді і 16 пар.

## Історія
Турнір вперше відбувся 1980 року. До 2008 рік а проводився в Амілії-Айленд (Флорида). Від початку існування належав до II категорії WTA. У 2008 році призовий фонд турніру становив 600 тисяч доларів США. Мав спонсорські назви Murjani WTA Championships (1980—1982), Lipton WTA Championships (1983), NutraSweet WTA Championships (1984), Sunkist WTA Championships (1985—1986), Bausch & Lomb Championships (1987—2008).
2008 року тодішній спонсор турніру, компанія «Bausch & Lomb», відмовився продовжувати оплачувати його проведення. В підсумку турнір понизився в категорії, зайнявши в новій табелі про ранги WTA нижню сходинку International з призовим фондом 220 тисяч доларів і перебравшись на інший курорт у Флориді: Понте-Ведра-Біч.
У травні 2010 року оголошено, що з наступного сезону турнір не увійде в календар змагань WTA.

## Переможниці та фіналістки
Рекордсменкою турніру за кількістю титулів є Аранча Санчес Вікаріо, яка взяла гору на ньому шість разів у парному розряді і двічі в одиночному. По тричі вигравали одиночний турнір Ліндсі Девенпорт (двічі перемагала також у парах), Кріс Еверт, Мартіна Навратілова, Штеффі Граф і Габріела Сабатіні (які також спільно виграли один парний титул 1987 року).

## Фінали

### Одиночний розряд
| Рік  | Чемпіонка             | Фіналістка             | Рахунок          |
| ---- | --------------------- | ---------------------- | ---------------- |
| 1980 | Мартіна Навратілова   | Гана Мандлікова        | 5–7, 6–3, 6–2    |
| 1981 | Кріс Еверт            | Мартіна Навратілова    | 6–0, 6–0         |
| 1982 | Кріс Еверт            | Андрея Єгер            | 6–3, 6–1         |
| 1983 | Кріс Еверт            | Карлінг Бассетт-Сегусо | 6–3, 2–6, 7–5    |
| 1984 | Мартіна Навратілова   | Кріс Еверт             | 6–2, 6–0         |
| 1985 | Зіна Гаррісон         | Кріс Еверт             | 6–4, 6–3         |
| 1986 | Штеффі Граф           | Клаудія Коде-Кільш     | 6–4, 5–7, 7–6    |
| 1987 | Штеффі Граф           | Гана Мандлікова        | 6–3, 6–4         |
| 1988 | Мартіна Навратілова   | Габріела Сабатіні      | 6–0, 6–2         |
| 1989 | Габріела Сабатіні     | Штеффі Граф            | 3–6, 6–3, 7–5    |
| 1990 | Штеффі Граф           | Аранча Санчес Вікаріо  | 6–1, 6–0         |
| 1991 | Габріела Сабатіні     | Штеффі Граф            | 7–5, 7–6         |
| 1992 | Габріела Сабатіні     | Штеффі Граф            | 6–2, 1–6, 6–3    |
| 1993 | Аранча Санчес Вікаріо | Габріела Сабатіні      | 6–2, 5–7, 6–2    |
| 1994 | Аранча Санчес Вікаріо | Габріела Сабатіні      | 6–1, 6–4         |
| 1995 | Кончіта Мартінес      | Габріела Сабатіні      | 6–1, 6–4         |
| 1996 | Іріна Спирля          | Марі П'єрс             | 6–7, 6–4, 6–3    |
| 1997 | Ліндсі Девенпорт      | Марі П'єрс             | 6–2, 6–3         |
| 1998 | Марі П'єрс            | Кончіта Мартінес       | 6–7(8), 6–0, 6–2 |
| 1999 | Моніка Селеш          | Руксандра Драгомір     | 6–2, 6–3         |
| 2000 | Моніка Селеш          | Кончіта Мартінес       | 6–3, 6–2         |
| 2001 | Амелі Моресмо         | Аманда Кетцер          | 6–4, 7–5         |
| 2002 | Вінус Вільямс         | Жустін Енен            | 2–6, 7–5, 7–6(5) |
| 2003 | Олена Дементьєва      | Ліндсі Девенпорт       | 4–6, 7–5, 6–3    |
| 2004 | Ліндсі Девенпорт      | Амелі Моресмо          | 6–4, 6–4         |
| 2005 | Ліндсі Девенпорт      | Сільвія Фаріна Елія    | 7–5, 7–5         |
| 2006 | Надія Петрова         | Франческа Ск'явоне     | 6–4, 6–4         |
| 2007 | Татьяна Головін       | Надія Петрова          | 6–2, 6–1         |
| 2008 | Марія Шарапова        | Домініка Цибулькова    | 7–6(7), 6–3      |
| 2009 | Каролін Возняцкі      | Александра Возняк      | 6–1, 6–2         |
| 2010 | Каролін Возняцкі      | Ольга Говорцова        | 6–2, 7–5         |

### Парний розряд
| Year | Champions                               | Runners-up                                      | Score            |
| ---- | --------------------------------------- | ----------------------------------------------- | ---------------- |
| 1980 | Розмарі Касалс Іліана Клосс             | Кеті Джордан Пем Шрайвер                        | 7–6, 7–6         |
| 1981 | Кеті Джордан Енн Сміт                   | Джоанн Расселл Пем Шрайвер                      | 6–3, 5–7, 7–6    |
| 1982 | Леслі Аллен Міма Яушовець               | Барбара Поттер Шерон Волш                       | 6–1, 7–5         |
| 1983 | Кенді Рейнольдс Розалін Фербанк         | Віргінія Рузічі Гана Мандлікова                 | 6–4, 6–2         |
| 1984 | Кеті Джордан Енн Сміт                   | Енн Гоббс Міма Яушовець                         | 6–4, 4–6, 6–4    |
| 1985 | Розалін Фербанк Гана Мандлікова         | Карлінг Бассетт-Сегусо Кріс Еверт               | 6–1, 2–6, 6–2    |
| 1986 | Клаудія Коде-Кільш Гелена Сукова        | Габріела Сабатіні Катрін Танв'є                 | 6–2, 5–7, 7–6    |
| 1987 | Штеффі Граф Габріела Сабатіні           | Гана Мандлікова Венді Тернбулл                  | 3–6, 6–3, 7–5    |
| 1988 | Зіна Гаррісон-Джексон Ева Пфафф         | Катріна Адамс Пенні Барг-Мейджер                | 4–6, 6–2, 7–6    |
| 1989 | Лариса Савченко Наташа Звєрєва          | Мартіна Навратілова Пем Шрайвер                 | 7–6, 2–6, 6–1    |
| 1990 | Мерседес Пас Аранча Санчес Вікаріо      | Регіна Кордова Андреа Темешварі                 | 7–6, 6–4         |
| 1991 | Аранча Санчес Вікаріо Гелена Сукова     | Мерседес Пас Наташа Звєрєва                     | 4–6, 6–2, 6–2    |
| 1992 | Аранча Санчес Вікаріо Наташа Звєрєва    | Зіна Гаррісон-Джексон Яна Новотна               | 6–1, 6–0         |
| 1993 | Мануела Малеєва-Франьєр Лейла Месхі     | Аманда Кетцер Інес Горрочатегуї                 | 3–6, 6–3, 6–4    |
| 1994 | Лариса Нейланд Аранча Санчес Вікаріо    | Аманда Кетцер Інес Горрочатегуї                 | 6–2, 6–7, 6–4    |
| 1995 | Аманда Кетцер Інес Горрочатегуї         | Ніколь Арендт Манон Боллеграф                   | 6–2, 3–6, 6–2    |
| 1996 | Чанда Рубін Аранча Санчес Вікаріо       | Мередіт Макграт Лариса Нейланд                  | 6–1, 6–1         |
| 1997 | Ліндсі Девенпорт Яна Новотна            | Ніколь Арендт Манон Боллеграф                   | 6–3, 6–0         |
| 1998 | Сандра Кейсік Марі П'єрс                | Барбара Шетт Патті Шнідер                       | 7–6, 4–6, 7–6    |
| 1999 | Кончіта Мартінес Патрісія Тарабіні      | Ліза Реймонд Ренне Стаббс                       | 7–5, 0–6, 6–4    |
| 2000 | Rain prevented play                     |                                                 |                  |
| 2001 | Кончіта Мартінес Патрісія Тарабіні      | Мартіна Навратілова Аранча Санчес Вікаріо       | 6–4, 6–2         |
| 2002 | Даніела Гантухова Аранча Санчес Вікаріо | Марія Емілія Салерні Оса Свенссон               | 6–4, 6–2         |
| 2003 | Ліндсі Девенпорт Ліза Реймонд           | Вірхінія Руано Паскуаль Паола Суарес            | 7–5, 6–2         |
| 2004 | Надія Петрова Меган Шонессі             | Міріам Касанова Алісія Молік                    | 3–6, 6–2, 7–5    |
| 2005 | Браєнн Стюарт Саманта Стосур            | Квета Пешке Патті Шнідер                        | 6–4, 6–2         |
| 2006 | Асагое Сінобу Катарина Среботнік        | Лізель Губер Саня Мірза                         | 6–2, 6–4         |
| 2007 | Мара Сантанджело Катарина Среботнік     | Анабель Медіна Ґарріґес Вірхінія Руано Паскуаль | 6–3, 7–6(4)      |
| 2008 | Бетані Маттек Владіміра Углірова        | Вікторія Азаренко Олена Весніна                 | 6–3, 6–1         |
| 2009 | Чжуан Цзяжун Саня Мірза                 | Квета Пешке Ліза Реймонд                        | 6–3, 4–6, [10–7] |
| 2010 | Бетані Маттек-Сендс Янь Цзи             | Чжуан Цзяжун Пен Шуай                           | 4–6, 6–4, [10–8] |